# Coulomb
Das Coulomb [kuˈlõː] (Einheitenzeichen: C, früher Cb) ist die SI-Einheit der elektrischen Ladung (Formelzeichen Q oder q). Es ist nach dem französischen Physiker Charles Augustin de Coulomb benannt.
1 Coulomb ist die elektrische Ladung, die innerhalb einer Sekunde durch den Querschnitt eines Leiters transportiert wird, in dem ein elektrischer Strom der Stärke von einem Ampere fließt:
{\displaystyle 1\,\mathrm {C} =1\,\mathrm {A} \cdot 1\,\mathrm {s} }
Das Coulomb wird daher auch als Amperesekunde (As) bezeichnet. Die zur Kennzeichnung der Batteriekapazität übliche Amperestunde (Ah) beträgt entsprechend 3600 As = 3600 C.

## Definition
Das Coulomb ist dadurch definiert, dass der Elementarladung e der Wert 1.602176634e-19 C zugewiesen wurde. Dementsprechend sind näherungsweise 6.241509074e18 Elementarladungen ein Coulomb. Diese Definition wurde im Rahmen der Revision des SI  am 16. November 2018 auf der 26. Generalkonferenz für Maß und Gewicht beschlossen und trat zum 20. Mai 2019 in Kraft.
Zuvor war das Coulomb über die Maßeinheiten Ampere und Sekunde definiert gewesen, und das Ampere wiederum über die Lorentzkraft des elektrischen Stroms.

## Namensgebung
Die beiden englischen Elektro-Ingenieure Josiah Latimer Clark und Charles Tilston Bright schlugen 1861 das Farad zur Ehre des englischen Physikers Michael Faraday als Einheit für die elektrische Ladung vor. 1881 legte der Internationale Elektrizitätskongress jedoch das Coulomb als Einheit für die elektrische Ladung und das Farad als Einheit für die elektrische Kapazität fest.